# سیستوگاستروستومی
سیستوگاستروستومی نوعی عمل جراحی است برای ایجاد راهی به فضای معده به منظور تخلیهٔ محتویات  کیست کاذب لوزالمعده در آن. این عمل زمانی قابل انجام است که کیست در موقعیت مناسبی قرار داشته باشد که بتوان آن را در معده تخلیه نمود. این روش شیرهٔ لوزالمعده را که در غیر اینصورت از دست می‌رفت حفظ می‌کند. این عمل جراحی توسط یک جراح لوزالمعده انجام می‌شود و بدین شکل از پاره شدن کیست کاذب که بسیار خطرناک بوده و زندگی بیمار را به خطر می‌اندازد، اجتناب می‌شود.

## اندیکاسیون
در صورتی که کیست کاذب لوزالمعده تولید علامت نماید باید تحت عمل سیستوگاستروستومی قرار گیرد. کیست کاذب لوزالمعده(pseudocysts)، تجمع مزمن مایع لوزالمعده است که توسط دیواره‌ای از گرانولاسیون (نسج التیامی) بدون پوشش (اپی‌تلیوم) و فیبروز پوشانده می‌شود. این کیست‌ها می‌توانند در اثر نشت  مجرای لوزالمعده یا در نتیجهٔ پانکراتیت ایجاد شوند. علائم این کیست‌ها به‌صورت نفخ شکم، مشکل در خوردن و هضم غذا و درد مداوم یا درد عمیق در شکم می‌باشد. گاه می‌توان توده را در قسمت میانی شکم یا یک‌چهارم بالا و چپ شکم احساس کرد. برای تشخیص بهتر کیست کاذب لوزالمعده می‌توان از سی‌تی‌اسکن شکمی، MRI یا سونوگرافی استفاده نمود. در صورت وجود پارگی کیست ممکن است به عمل جراحی اورژانس نیاز باشد. این وضعیت را می‌توان از علائم خونریزی، شوک، از هوش رفتن، تب و لرز، ضربان تند قلب یا درد شدید شکم تشخیص داد.

## روش جراحی

### سیستوگاستروستومی با جراحی باز
ترمیم جراحی از طریق برش در شکم انجام می‌شود. پس از پیدا کردن کیست کاذب، آن را به دیوارهٔ معده متصل می‌نمایند و سیستوگاستروستومی ایجاد می‌شود. اگرچه این روش از میزان موفقیت بالایی برخوردار است، اما به دلیل دورهٔ نقاهت طولانی، به‌ندرت مورد استفاده قرار می‌گیرد.

### سیستوگاستروستومی با آندوسکوپی
این روش نسبتاً جدید و کمتر تهاجمی است که در آن از هدایت‌کنندهٔ سونوگرافی آندوسکوپی (EUS) و فلوروسکوپی برای جراحی استفاده می‌شود. در این روش از یک سوزن کلفت برای دسترسی به کیست کاذبی که به وسیلهٔ روش فوق شناسایی شده استفاده می‌شود، بدین ترتیب یک فیستول بین حفرهٔ کیست و معده یا دوازدهه ایجاد می‌شود. ممکن است برای تسهیل تخلیهٔ کیست کاذب از استنت‌های پلاستیکی استفاده شود. میزان موفقیت در روش درمانی از طریق آندوسکوپی بالای ۷۰٪ است.

### سیستوگاستروستومی با لاپاروسکوپی
این روش در رتبهٔ دوم کمتر تهاجمی برای درمان این بیماری و تخلیهٔ کیست کاذب قرار می‌گیرد و به یمن وجود ابزارهای پیشرفته می‌تواند به دست یک جراح به تنهایی انجام شود. ابتدا کیست با استفاده از تکنیک‌های لاپاروسکوپی شناسایی و قابل دسترسی می‌شود. سپس وارد حفرهٔ کیست شده محتویات آن کشیده می‌شود و راهی برای تخلیهٔ آن به معده ایجاد می‌شود. تخلیه از طریق لاپاراسکوپی می‌تواند از نظر ظاهر و زیبایی نتیجهٔ بهتر و پس از جراحی درد کمتری در پی داشته باشد.

## عوارض
سیستوگاستروستومی می‌تواند منجر به آبسهٔ لوزالمعده و نشت مجرای لوزالمعده شود. استنت‌ها می‌توانند مسدود شوند و به عفونت کیست کاذب بیانجامند. دیگر عوارض شامل همان مواردی است که به‌طور معمول ممکن است با هر جراحی و بیهوشی ایجاد شوند، از جمله خونریزی.

## تاریخچه
جدیلیکا برای اولین بار این روش جراحی را توصیف کرد.